# Mardin
Mardin (ܡܪܕܝܢ en syriaque, Mêrdîn en kurde, ماردين en arabe) est une ville de Turquie, préfecture de la province du même nom. Les ruelles de sa citadelle (Xe siècle), jalonnée d'interminables escaliers, s'élèvent devant les plaines de Mésopotamie. De nombreuses églises à l'exemple de Mar Behnam Kilesi sont présentes. Sont aussi présentes une dizaine de mosquées dont l'Ulu Camii au minaret sculpté (ancienne église Saint-Thomas) et la Latifiye Camii aux portes monumentales décorées.
Mardin est une ville d’origine assyrienne habitée par plusieurs peuples notamment les Kurdes qui se sont installés il y a quelques années. 
Mardin était la seule ville de Turquie dirigée par une maire de confession chrétienne jusqu'à fin 2016, Februniye Akyol,.
Mardin a été colonisée pour la première fois vers le XVIIe siècle av. J.-C., stratégiquement située au sommet d'une colline escarpée qui surplombe une grande vallée, ainsi que le Tigre. Ce point de vue stratégique a conduit à nommer la ville à l'époque romaine sous le nom de "Marida", un nom assyrien signifiant "forteresse".

## Démographie
La population de la ville est de 65 072 habitants.
Plusieurs religions cohabitent à Mardin, tels que le christianisme, l'islam, le judaïsme, le yézidisme, etc. La ville est majoritairement habitée par des Assyriens, des Kurdes et des Arabes.

## Histoire
Mardin a une place très importante dans l'histoire. Au IIIe siècle, elle est habitée par des Assyriens syriaques chrétiens, jusqu'en 640, année où la ville et la région (Djezireh, Gzîrta, al-Jazîra) sont conquises par les Arabes. 

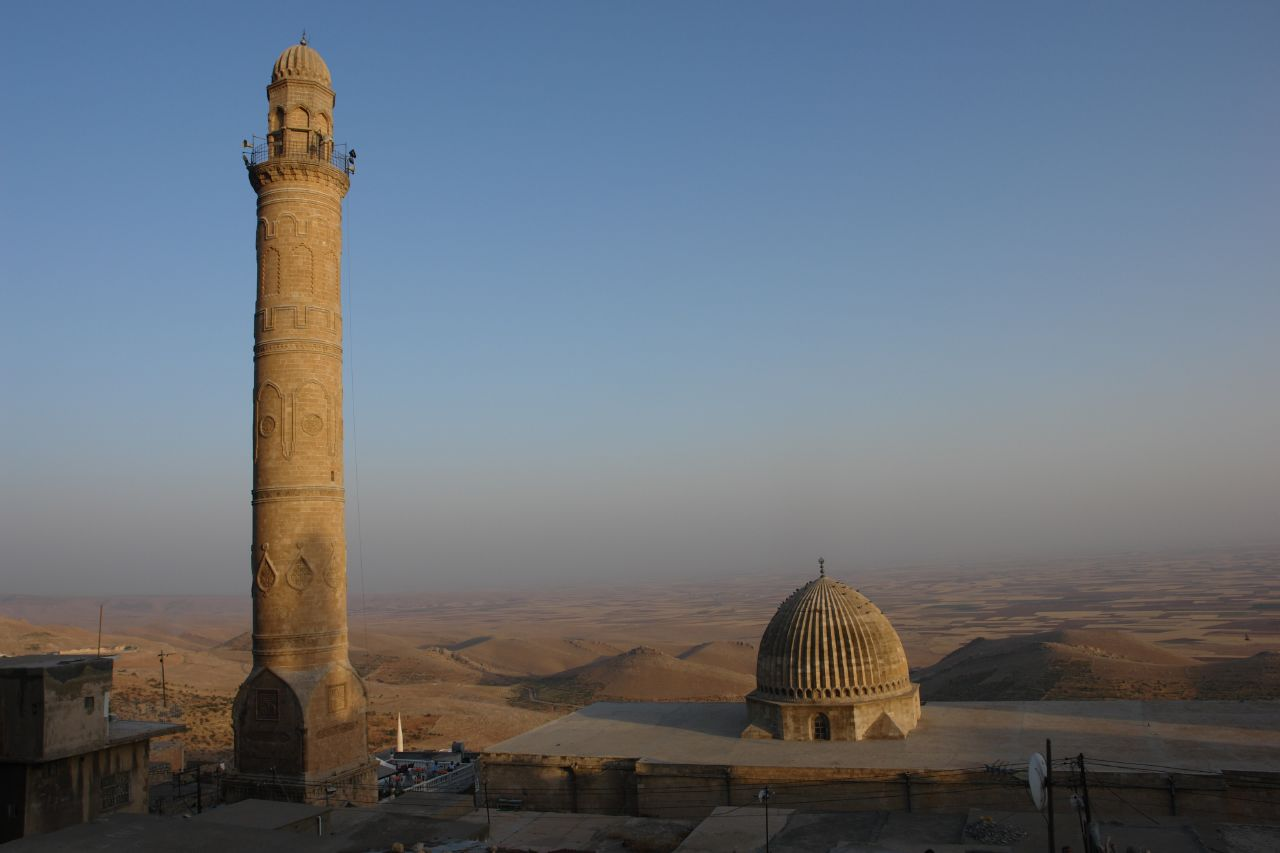
Le minaret de la grande mosquée de Mardin s'élève devant les plaines de Mésopotamie.

Au XIIe siècle, les Seldjoukides conquièrent le Caucase puis l'Est anatolien. Mardin tombe en 1104. En 1394, la ville est sous domination mongole. En 1516, elle fait partie de l'Empire ottoman.
Au début du XIXe siècle, la ville subit de nombreux dommages au cours de la répression des révoltes kurdes, puis de son occupation par les troupes arrivées d'Égypte en 1839. Dès lors, Mardin perd son statut de centre régional incontournable.
À la fin du XIXe siècle, environ la moitié des habitants de Mardin sont chrétiens (araméens-assyriens-chaldéens et arméniens). Durant la Première Guerre mondiale, dans le cadre du génocide de 1915 (appelé Seyfo par les assyriens de la ville) environ 12 000 sont déportés ou massacrés, ainsi que les autres minorités chrétiennes comme les 8 000 Arméniens de la ville par des tribus kurdes, avec l'appui du gouvernement. D'autres sont enlevés ou victimes de conversion forcées à l'islam. On compte au total, avec les villages alentour (Midyat, Kerbûran, Kerjaous, Djézireh, Nisibe, etc.) environ 75 000 victimes. Parmi les victimes s'illustre la grande figure de Mgr Ignace Maloyan, archevêque arménien catholique, et P. Léonard Melki de Baabdath (Liban), missionnaire Capucin, tués ensemble dans une même caravane, le 11 juin 1915. 
Grâce à son riche patrimoine la ville attire de plus en plus de touristes, elle espère être classée au patrimoine mondial en 2012.

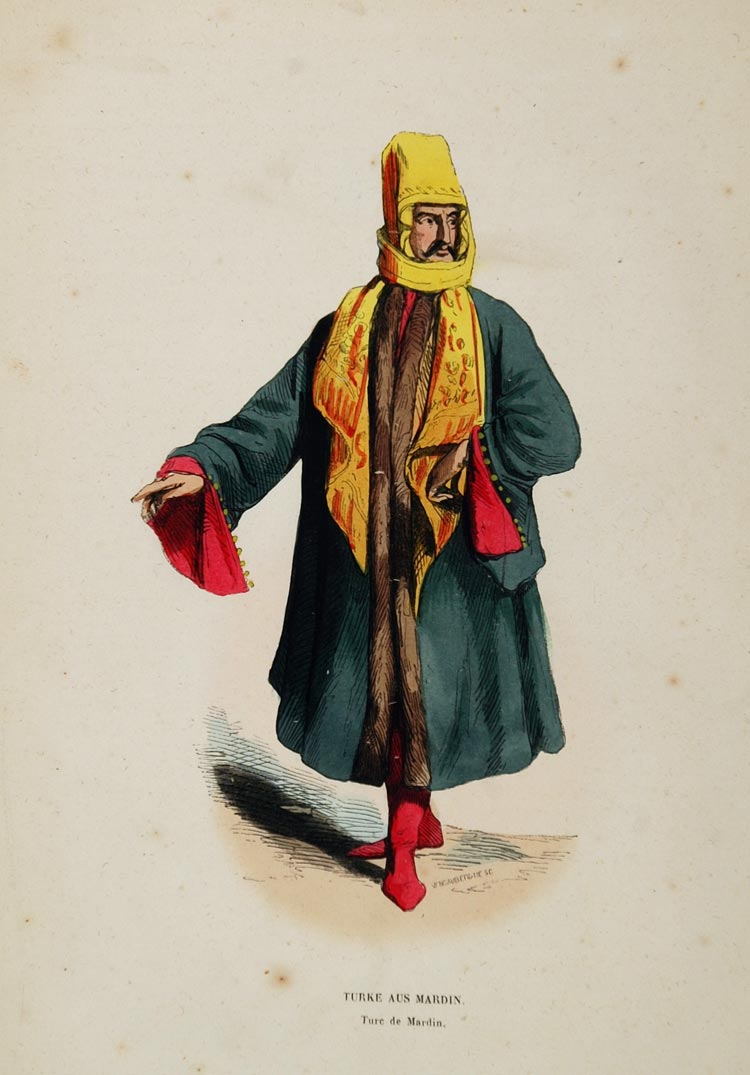
Habitant de Mardin au XIXe siècle.
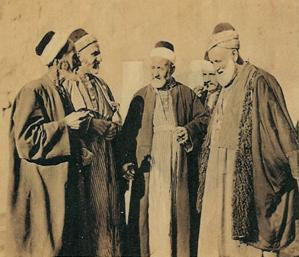
Hommes de Mardin - fin du XIXe siècle.

## Églises

### Syriaque orthodoxe
- Monastère Saint-Ananias
- Église des Quarante martyrs de Sébaste (Kırklar Kilisesi)
- Église des Sept-Saints-Maccabées (Mor Shmoneh Kilisesi)
- Église de l'Archange-Saint-Michel

### Syriaque catholique
- Église de Sainte-Marie (Maryamana kilisesi)
- Monastère de Saint Éphrem le Syrien.

### Arménienne catholique
- Église Saint-Georges des Arméniens catholiques

### Chaldéenne catholique

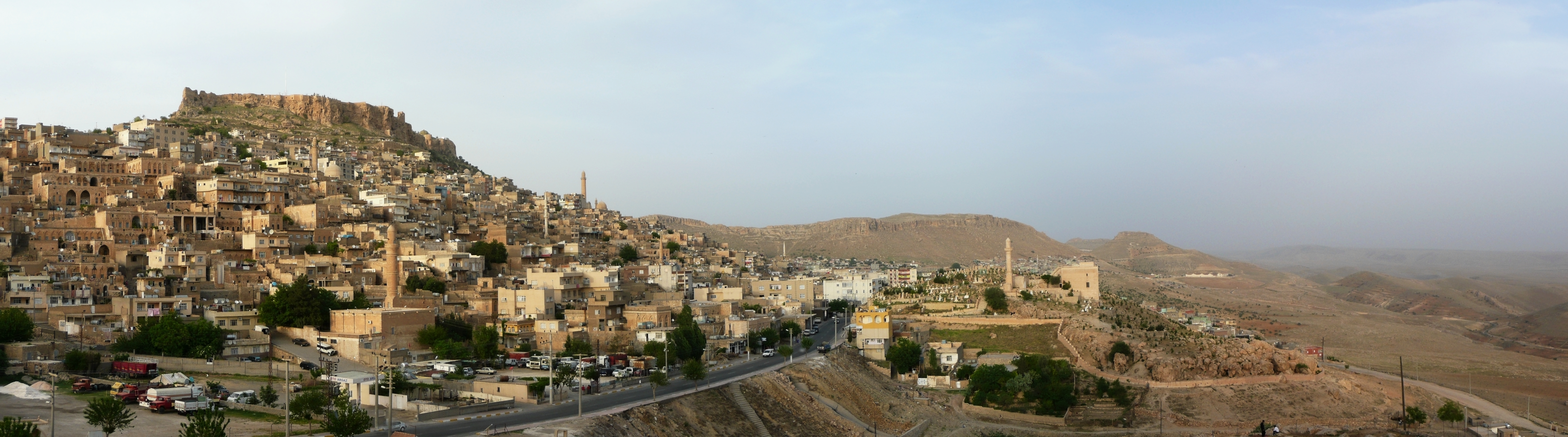
Panorama de Mardin, avec la plaine de Mésopotamie s'ouvrant sur la droite

- Église de Saints-Pierre-et-Paul

## Personnalités nées à Mardin
- Aziz (Sarafian) Setlakwe (1873-1933), homme d’affaires émigré à Disraeli (Québec) au Canada en 1904, père de l’entrepreneur et sénateur Raymond Setlakwe
- Cigerxwîn (1903-1984), l'un des plus célèbres poètes et écrivains kurdes
- Musa Anter, surnommé « Apê Mûsa » (1920-1992), écrivain, poète et activiste intellectuel kurde, assassiné à Diyarbakir
- Ahmet Türk (*1942), homme politique, maire de Mardin (2014-2019), figure centrale des partis pro-kurdes HEP (Parti du travail du peuple), HADEP, DTP, BDP, HDP
- Ferhat Kurtay (1949-1982), membre fondateur du Parti des travailleurs du Kurdistan, s'immole par le feu, avec trois autres militants détenus, dans la prison de Diyarbakir dans la nuit du 17 au 18 mai 1982
- Ekrem Dağ (*1980), footballeur
- Sultan Kösen (1982-), homme le plus grand du monde, selon le livre Guinness des records.
- Aziz Sancar (1946-)
- Wadi' Haddad, père de Fairouz